# Борго Лоцо (Тревизо)
Борго Лоцо је насеље у Италији у округу Тревизо, региону Венето.
Према процени из 2011. у насељу је живело 82 становника. Насеље се налази на надморској висини од 207 м.